# Eucalyptus ovata
Eucalyptus ovata (укр. Евкаліпт яйцеподібний) — вічнозелене дерево роду евкаліпт, родини миртових.
Поширений австралійський евкаліпт, який може досягати висоти 30 метрів. Вид був вперше описаний в 1806 році.

## Поширення
У природі росте в Тасманії, на півдні і південному сході Австралії, в штатах Новий Південний Уельс, Вікторія і Південна Австралія. У гори піднімається до 900 м над рівнем моря.
Вид характеризується середньою морозостійкістю. При зниженні температури до -9 … -8 °C пошкоджуються лише листя і гілки. При короткочасних морозах -12 … -11 ° C вимерзає до кореня.
У насадженнях лісового типу найчастіше виростає з прямим стовбуром, але в ізольованих посадках в більшості випадків має вигнуті стовбури.
У сприятливих умовах досягає висоти 45–60 м. За 15 років досягає 16–18 м, окремі дерева до 25–27 м.